# 南果阿县

南果阿县在果阿邦的位置

南果阿县是印度果阿邦所辖的一个县。该县总面积1,966 km² ，总人口586,591(2001年)。行政中心位于马尔高。该县分为3区5个乡。